# Felix Hoffmann
Felix Hoffmann (Ludwigsburg, 21 de janeiro de 1868 – 8 de fevereiro de 1946) foi um químico alemão. Estudou química na Universidade de Munique e ficou conhecido por ter sintetizado as moléculas de heroína e de ácido acetilsalicílico (AAS) em 10 de agosto de 1887, numa forma estável que permitia o seu uso como fármaco.

## Carreira
Felix Hoffmann nasceu em 21 de janeiro de 1868 em Ludwigsburg, Alemanha, filho de um industrial. Em 1889, ele começou a estudar química na Universidade Ludwig Maximilian de Munique para estudar farmácia e terminou em 1890 com o exame de estado farmacêutico. Em 1891, ele se formou magna cum laude pela Universidade de Munique. Dois anos depois, ele obteve seu doutorado, também magna cum laude, após concluir sua tese intitulada "Sobre certos derivados do diidroantraceno". Em 1894, ele ingressou na Bayer como químico pesquisador.
Em 10 de agosto de 1897, Hoffmann sintetizou ácido acetilsalicílico (ASA) enquanto trabalhava na Bayer sob o comando de Arthur Eichengrün. Ao combinar o ácido salicílico com o ácido acético, ele conseguiu criar o ASA em uma forma quimicamente pura e estável. O farmacologista responsável por verificar esses resultados ficou cético no início, mas depois que vários estudos em grande escala para investigar a eficácia e tolerabilidade da substância foram concluídos, descobriu-se que era uma substância analgésica, antipirética e anti-inflamatória. A empresa então trabalhou para desenvolver um processo de produção de baixo custo que facilitaria o promissor ingrediente ativo a ser fornecido como um produto farmacêutico. Em 1899 foi comercializado pela primeira vez sob o nome comercial de "Aspirina", inicialmente como um pó fornecido em frascos de vidro.
Ele também sintetizou diamorfina (heroína), anteriormente obtida por Charles Romley Alder Wright .
Após a síntese da aspirina, Hoffmann mudou-se para o departamento de marketing farmacêutico, onde permaneceu até sua aposentadoria em 1928. Ele recebeu uma procuração completa sobre a aspirina.
Hoffman nunca se casou e morreu em 8 de fevereiro de 1946 na Suíça. Ele não tinha filhos conhecidos.

## Controvérsia sobre a invenção da aspirina
Hoffmann afirmou pela primeira vez ser o "inventor" da aspirina (em oposição a apenas o sintetizador) em uma nota de rodapé para uma enciclopédia alemã publicada em 1934, dizendo que seu pai havia reclamado do gosto amargo do salicilato de sódio, a única droga então disponível para tratar o reumatismo. As grandes doses (6–8 gramas) de salicilato de sódio que eram usadas para tratar a artrite geralmente irritavam o revestimento do estômago e causavam dor e irritação consideráveis aos pacientes. Ele afirmou que começou a procurar uma formação menos ácida que o levou a sintetizar o ácido acetilsalicílico, um composto que compartilhava as propriedades terapêuticas de outros salicilatos, mas não a forte acidez que ele acreditava causar irritações estomacais.
Um crédito alternativo para o desenvolvimento de aspirina também foi oferecido. Em 1949, o ex-funcionário da Bayer Arthur Eichengrün publicou um artigo no qual afirmava ter planejado e dirigido a síntese de aspirina de Hoffman, juntamente com a síntese de vários compostos relacionados. Ele também alegou ser responsável pelo teste clínico sub-reptício inicial da aspirina. Finalmente, ele afirmou que o papel de Hoffmann estava restrito à síntese laboratorial inicial usando seu processo (de Eichengrün) e nada mais.
A versão de Eichengrün foi ignorada por historiadores e químicos até 1999, quando Walter Sneader do Departamento de Ciências Farmacêuticas da Universidade de Strathcly de em Glasgow reexaminou o caso e chegou à conclusão de que de fato o relato de Eichengrün era convincente e correto e que Eichengrün merecia crédito pela invenção da aspirina. Bayer negou isso em um comunicado de imprensa, afirmando que a invenção da aspirina foi devido a Hoffmann.